# 베를린-슈체친선
베를린-슈체친선(독일어: Bahnstrecke Berlin–Szczecin)은 독일 베를린과 폴란드 슈체친을 잇는 간선 철도 노선이다. 건설 당시에는 프로이센 왕국의 수도 베를린과 프로이센의 포메른주의 주도이자 베를린의 외항 기능을 담당한 슈테틴을 잇는 철도 노선이었다. 베를린-슈테틴 철도회사(Berlin-Stettiner Eisenbahn-Gesellschaft, BStE)에서 1842년과 1843년에 단계별로 개통했으며, 독일에서 가장 역사가 긴 철도 노선에 속한다. 1863년에는 베를린-앙거뮌데, 1873년에는 앙거뮌데-슈테틴 구간이 복선화되었다.
베를린과 베르나우바이베를린 사이에는 별도로 설치된 근교선으로 베를린 S반 열차가 운행한다. 베를린 슈테틴역(1950년 이후 베를린 북역)과 베를린 게준트브루넨역 사이의 장거리 열차선은 1952년부터 영업을 중지했고 철거되었다. 파소-슈체친 구미엔체 구간 약 40 km를 제외한 전 구간이 각각 독일과 폴란드 표준으로 복선 전철화되어 있다. 2025년까지 전 구간이 복선 전철화될 예정이다.
i2030 계획의 일부로 베를린-베르나우 전 구간의 S반 10분 배차 간격이 계획되어 있으며, 이에 따라서 S반선 전 구간 복선 전철화가 계획되어 있다.

## 노선 개요

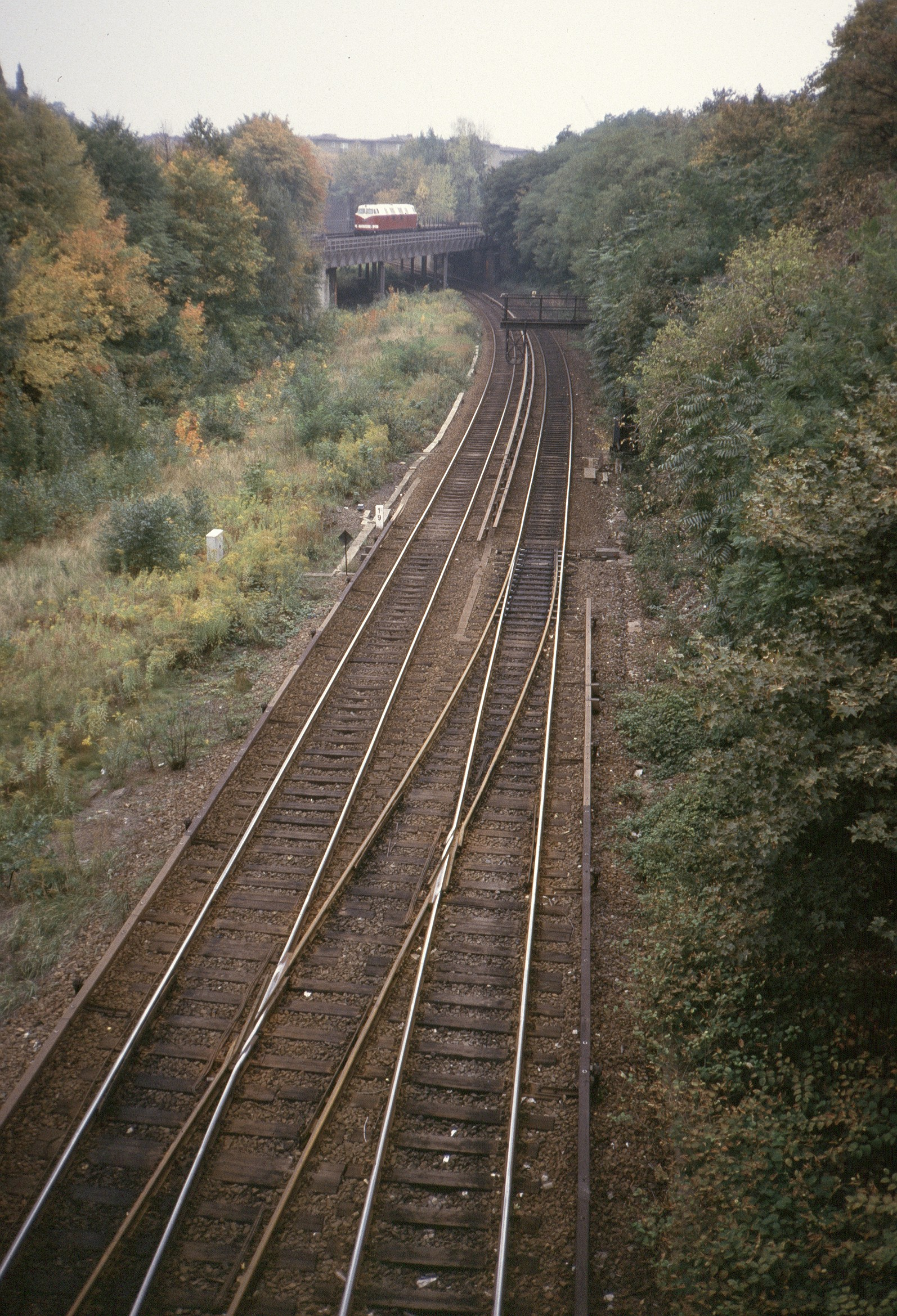
게준트브루넨역 일대에서 순환선 아래를 통과하는 구간, 1986년

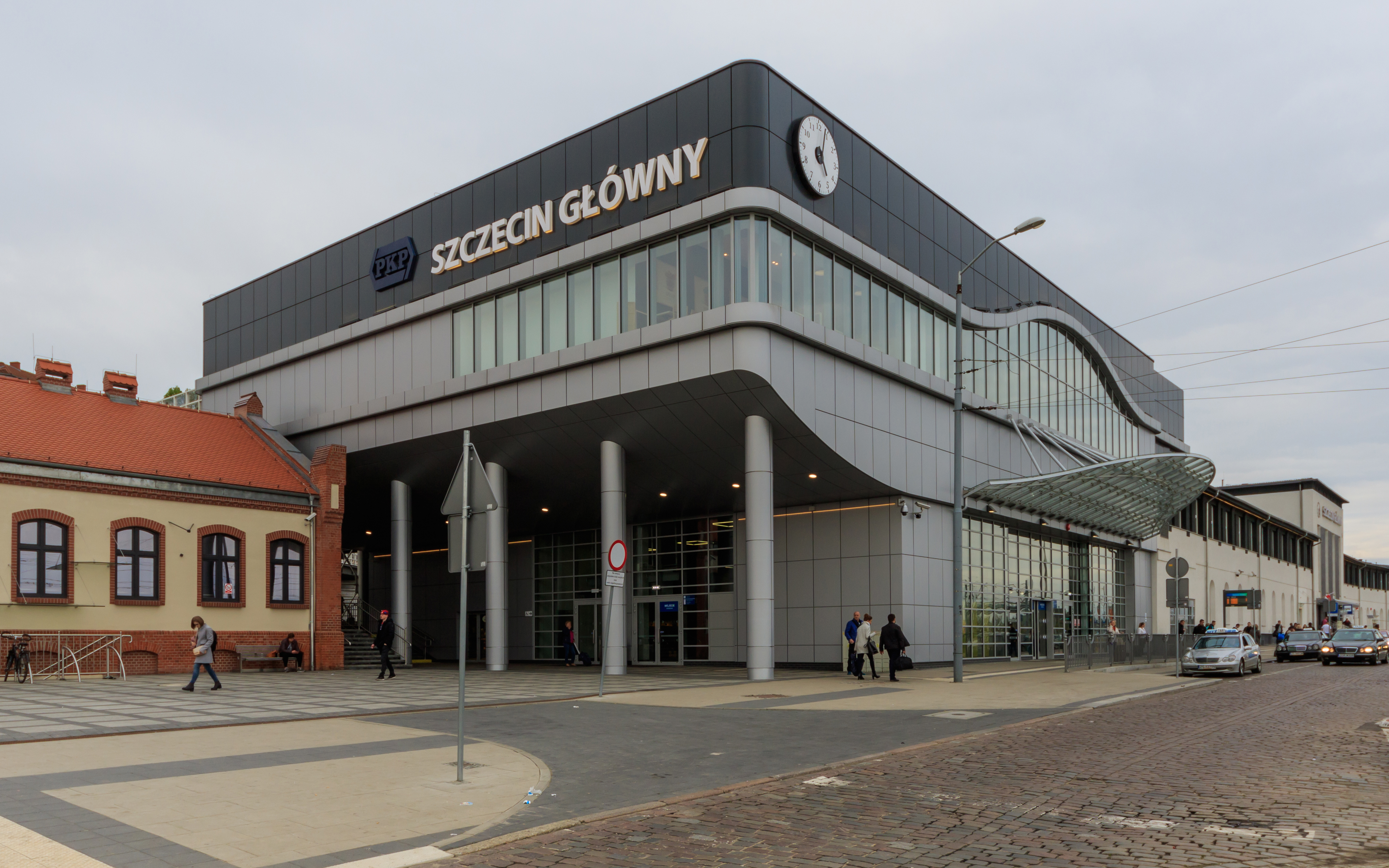
슈체친 중앙역 파사드

베를린의 미테구 미테 북쪽에 있는 슈테틴역(1950년 베를린 북역으로 개칭됨)에서 노선이 시작한다. 베를린 순환선과 베를린 북부선 사이에서는 과거에는 별도의 노반으로 진행했으나 1897년에 경로가 조정되었다. 현재 과거 노반 자리에는 기념패가 설치되어 있다. 북서-북동쪽으로 진행하여 베를린 게준트브루넨역에 도달하고, 베를린 보른홀머 슈트라세역까지는 북부선과 평행하게 진행하다가 이후에 다시 북동쪽으로 진행한다. 베를린 카로역 일대에서 베를린 외곽순환선과 만나고, 방향별 연결선이 설치되어 있다.
베르나우 일대에서는 도심지를 피해서 살짝 동쪽으로 진행한다. 앙거뮌데까지는 독일 연방국도 2호선의 과거 경로와 평행하게 진행하며, 국도와 여러 번 교차한다. 에베르스발데 북쪽에서는 오데르-하펠 운하 하부를 터널로 지나며, 선로 위쪽으로 운하의 선박교량이 설치되어 있다. 선로의 끝 부분은 오데르강 방면으로 진행한다. 폴란드 국경을 넘기 전에는 브란덴부르크주와 메클렌부르크포어포메른주 경계선과 평행하게 진행하지만 후자로 진입하지는 않는다. 베를린 북역 기점 119.6 km에서 오데르-나이세선(독일-폴란드 국경)을 지난다. 슈체친 구미엔체역에서는 뷔초-슈체친선과 합류하여 슈체친 중앙역까지 같이 진행한다. 베를린에서 발트해 방면으로 개통된 최초의 노선이다.

## 역사

### 사유 철도 시기

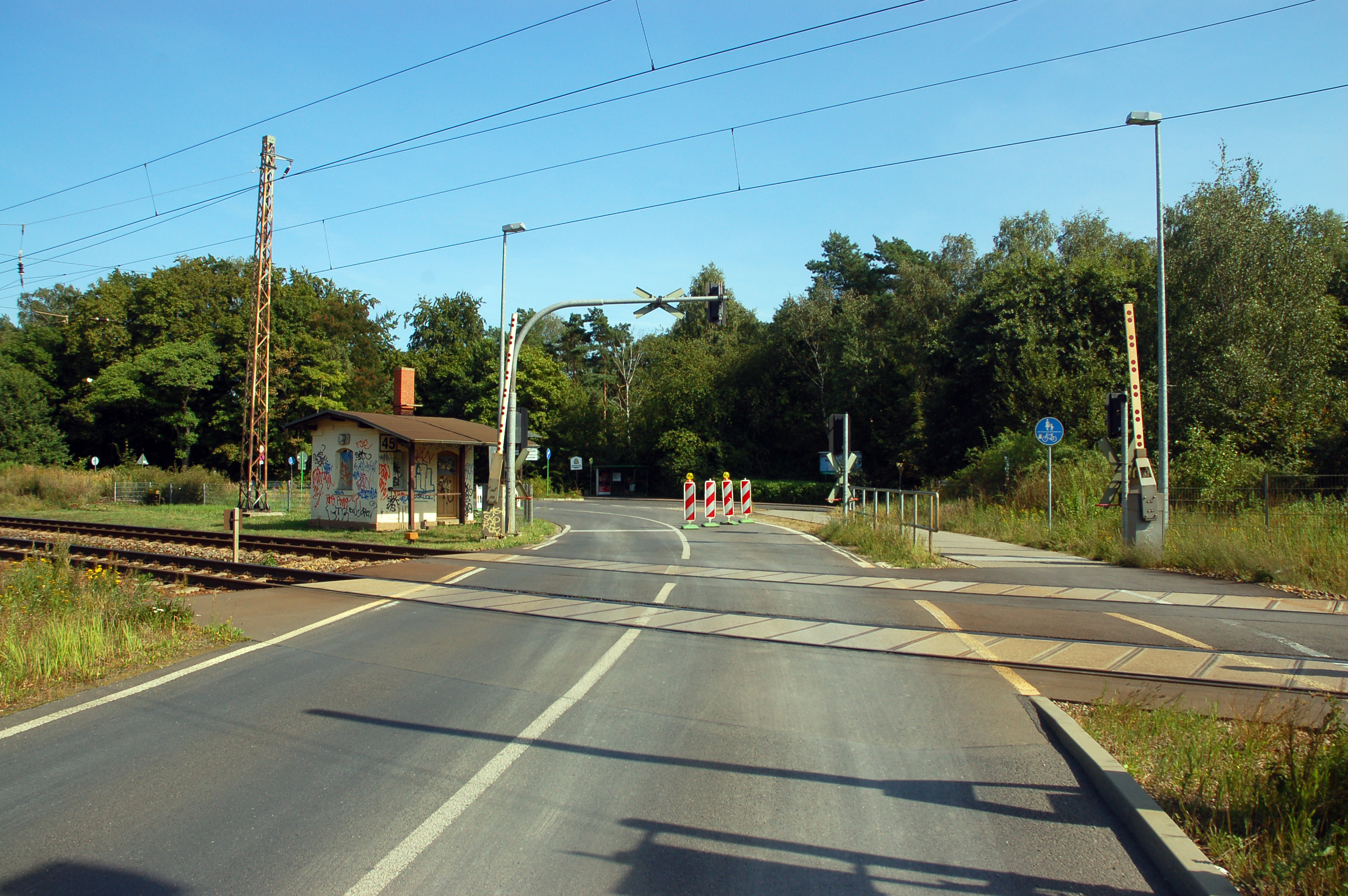
구 에베르스발데 바서팔역, 철도 건널목으로 대체됨

1836년 3월에 베를린과 슈테틴의 상인과 은행원의 연합으로 베를린과 슈테틴 사이의 철도 건설을 위한 베를린-슈테틴 철도 위원회(Berlin-Stettiner Eisenbahn-Comité)가 설립되었다. 설립에 관여한 사람 중에는 요제프 멘델스존(Joseph Mendelssohn)이 있었다. 연간 승객 39,000명, 화물 20,000톤을 처리하는 것을 목표로 했다. 건설 비용은 250만 탈러, 이율은 5%로 책정되었다. 1836년 7월 10일 초기 허가를 획득했고, 1840년에 베를린-슈테틴 철도회사(Berlin-Stettiner Eisenbahn-Gesellschaft)가 설립되었다.
최종적으로 계획된 건설 비용은 2,724,000 탈러였다. 노반 구조 개선 및 슈테틴 쪽의 종착역을 상업 지구와 가까운 오데르강 일대로 옮기면서 비용이 증가했다. 주식으로는 1,037,000 탈러만이 충당되었기 때문에, 알트포메른 지자체에서는 6년간 이자를 보장했고, 슈테틴 시민과 지주가 50만 탈러를 추가로 출자했다. 최종 허가는 1840년 10월 12일에 내려졌다. 토지 매입 당시부터 복선화가 계획되어 있었으며, 노반과 구조물도 복선화를 고려하여 설계되었다.
1842년 5월 26일 회사 이사회에서 포메른주의 슈타르가르드까지 노선을 건설하기로 결정했다. 1842년 8월 1일에는 베를린-에베르스발데 구간이 개통되었으며, 같은 해 11월 15일에는 앙거뮌데까지 연강되었다. 1843년 8월 15일 베를린-슈테틴 전 구간이 개통되었고, 다음 날인 8월 16일에 영업이 시작되었다. 1846년 5월 1일에는 슈테틴-슈타르가르드 구간이 개통되었다. 이 과정에서 슈테틴의 베를린역이 통과역으로 개축되었고 슈테틴 중앙역(Stettin Hauptbahnhof)으로 개칭되었다.
1851년 프로이센 동방철도의 비드고슈치까지 구간이 개통되면서 슈테틴선에도 영향을 주었다. 1857년 동방철도의 퀴스트린-프랑크푸르트 (오데르)-베를린 구간이 개통되기 전까지는 프로이센 동방철도의 여객 영업을 슈테틴선을 통해서 진행했다. 1863년 12월 22일 베를린-앙거뮌데 구간이 복선화되었고, 1873년 8월 1일에는 남은 구간인 앙거뮌데-슈테틴-슈타르가르드인포메른 구간이 복선화되었다. 1880년 BStE가 국유화되면서 프로이센 국영철도에서 운영을 담당했다.

### 국유 철도 초기

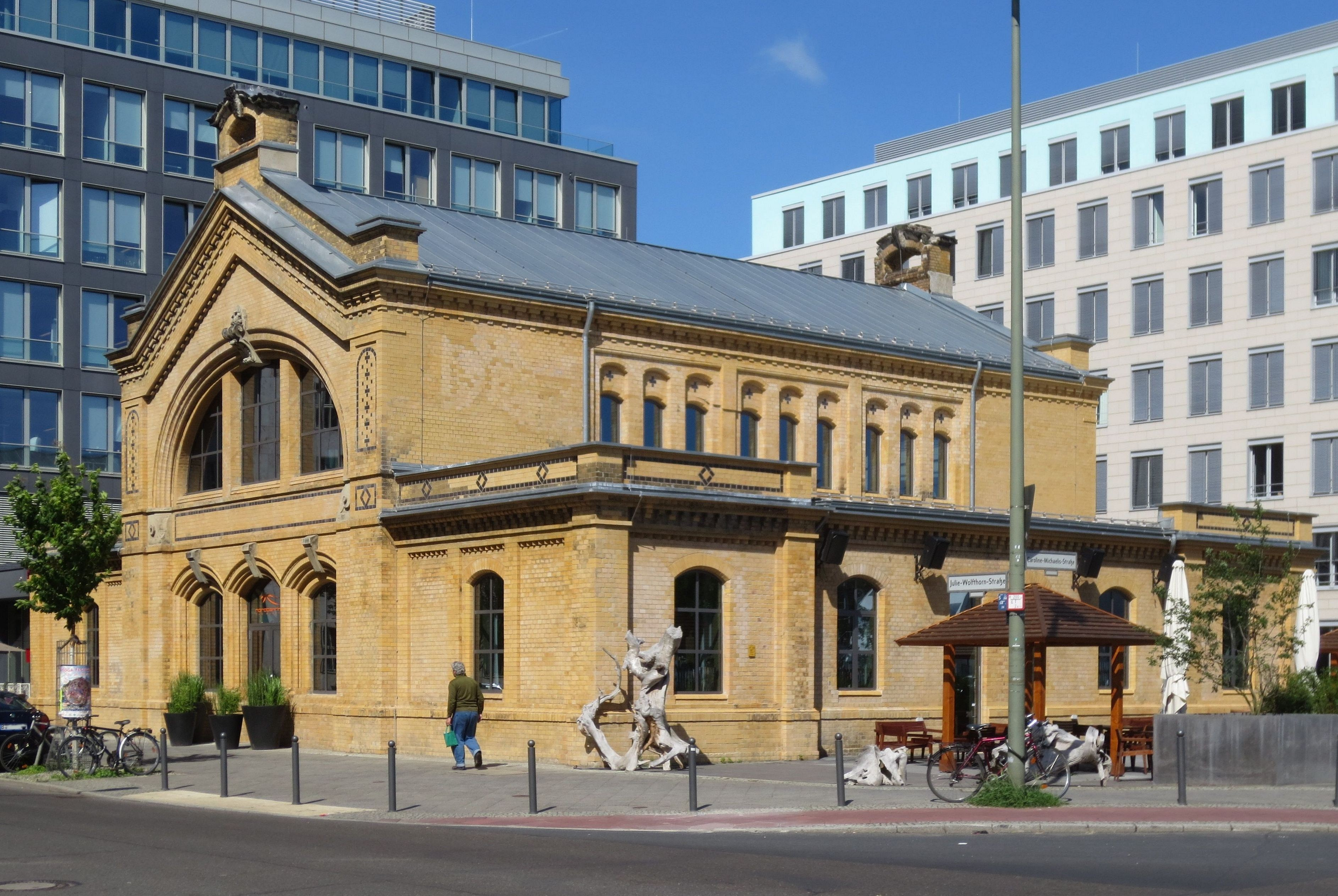
슈테틴역의 잔해

1895년 5월 15일 헤르츠스프룽역이 개통했다. 1897년 12월 12일 새로운 환승역인 베를린 게준트브루넨역으로 진입하도록 노선 노반이 변경되었다. 현재의 보른홀머 슈트라세 일대에서 베를린 북부선과 분기한다. 1897년 5월 1일부터 화물선은 영업을 시작했다. 1903년부터 1906년까지 베를린의 슈테틴역 개보수공사가 진행되었고 신규로 근교선 열차 승강장이 건설되었다.
1907년부터 프리드리히스펠데-블랑켄부르크간 화물선이 개통하였고, 이듬해에 뤼바르스를 거쳐서 테겔까지 연장되어 테겔-프리드리히스펠데 산업선이 되었다. 이 노선은 베를린 블랑켄부르크역 남쪽에서 슈체친선을 하부로 통과하게 블랑켄부르크역과는 연결선이 건설되었다. 베를린 일대의 도로 교통 발달로 인하여 철도 건널목이 입체화되어야 했다. 1912년부터 1916년까지 여러 구간에 걸쳐서 베를린-베르나우 구간의 노선 노반이 제방 위로 이설되었고, 장거리선과 근교선이 분리되었다. 전철 운행은 제1차 세계 대전에 따라서 계획이 취소되었다.

### 제1차 세계 대전 이후

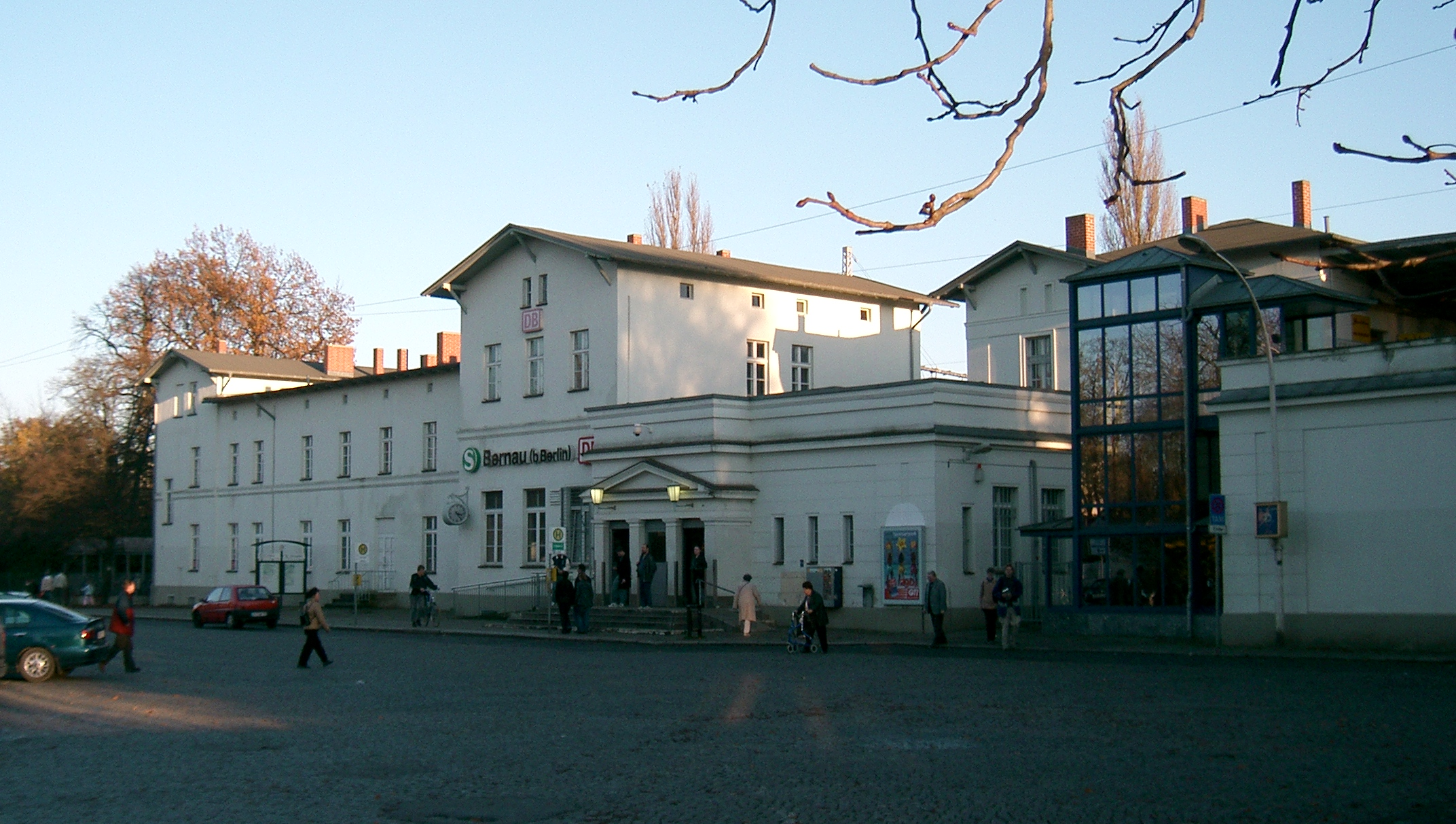
베르나우 바이 베를린역

제1차 세계 대전 종전 직후부터 근교선 전철화가 시작되었다. 초기에는 당시 독일의 간선 전철화인 교류 15 kV 16 2/3 Hz를 사용할 계획이었고, 팡코 일대에 전차선 지지대가 설치되었다. 그러다가 독일국영철도에서는 직류 800 V 제3궤조로 근교선 전철화 방식을 변경했다. 초인플레이션으로 인하여 1923년까지 전철화 공사가 지연되었고, 1924년 여름에 전철화가 완료될 수 있었다. 1924년 8월 8일부터 슈테틴 근교선역(Stettiner Vorortbahnhof)에서 베르나우까지의 전동차가 운행했고, 1930년 12월 1일에 베를린 S반으로 편입되었다.
세계수도 게르마니아 계획에는 여러 철도 노선이 포함되어 있었다. 이 계획의 일부로 1936년 완공된 베를린 남북 S반선 개통에 따라서 과거 근교선역이 폐역되었다. 1897년에 영업을 중단한 순환선 및 북부선 재운행이나 팡코 화물역 확대 계획은 제2차 세계 대전 종전 이전까지 진행되지 못했다. 1943년 1월 31일에는 탄토역 인근에서 철도 사고가 발생하여 38명이 사망하고 16명이 부상당했다.

### 1945년 이후

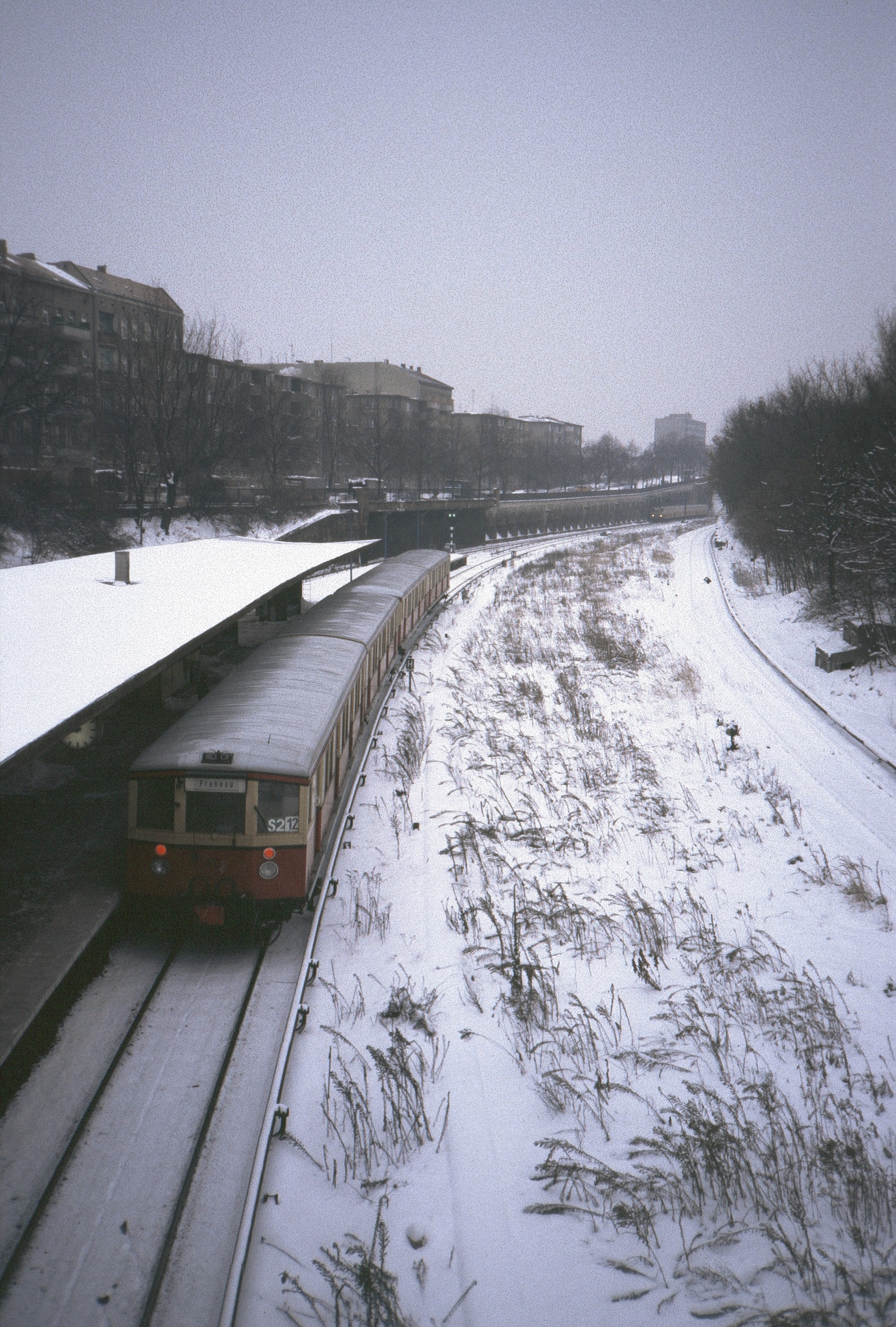
서베를린에 속해 있었던 훔볼트하인역 일대, 1987년

제2차 세계 대전이 종전되면서 노선의 많은 부분이 변했다. 복선 선로는 소련에 전쟁 배상으로 징발되었다. 오데르-나이세선이 새로운 독일 국경으로 정해지면서 슈테틴이 폴란드의 도시 슈체친이 되었다. 앙거뮌데에서 슈체친 구간이 새로운 국경을 넘게 되면서 전쟁 이전에 비해서 교통량이 줄어들었다. 여객 열차도 하루에 1편성만 종점인 슈체친까지 운행했다. 1950년에는 슈테틴역이 북역으로 개칭되었고, 1952년에는 폐역되었다. 이에 따라서 서베를린에서의 슈체친선 영업도 중단되었고, 슈체친선 열차는 베를린 외곽순환선을 통해서 베를린 리히텐베르크역 및 베를린 도심선으로 연결되었다.
1980년대에 베를린 팡코역-파소 구간이 전철화되었다. 연결되어 있었던 베를린 순환선 및 외곽순환선, 파소-슈베트선, 앙거뮌데-슈트랄준트선이 동 시기에 전철화되었다. 파소-슈베트선은 PCK 정제소(PCK-Raffinerie) 연결을 위하여 전철화되었다. 파소-슈체친 구간은 전철화에 포함되지 않았고, 철거된 복선 선로 역시 재건설되지 않았다. 재복선화 공사는 앙거뮌데-슈체친 개량 공사에 포함되었다.

### 재통일 이후

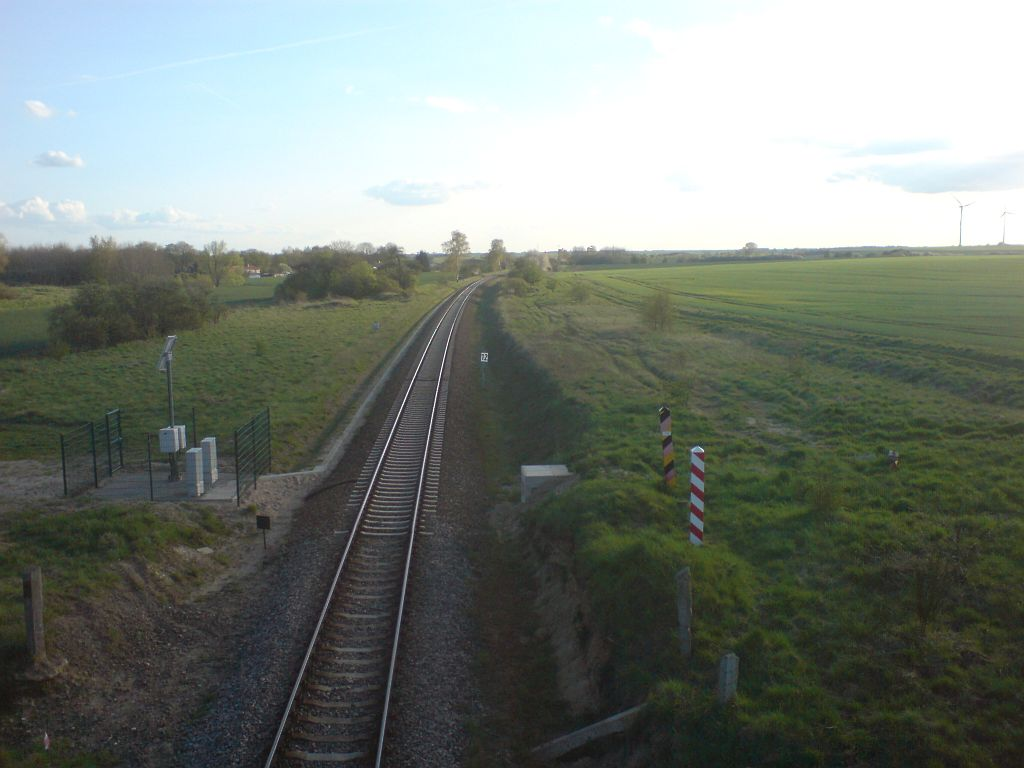
독일-폴란드 국경, 2008년

1995년 5월 27일부터 헤르츠스프룽, 호린, 벨조브루흐하겐역에 여객 열차가 정차하지 않게 되었다. 이듬해에는 쇠너마르크역도 여객 열차가 정차하지 않았다. 1995년 6월 1일부터는 쇠노역 매표소가 영업을 중단했다.
2006년 5월 27일 베를린 중앙역 개통 이후 대부분 여객 열차가 베를린 게준트브루넨역 착발로 변경되었고, 게준트브루넨역에서는 베를린 남북 장거리선을 통해서 도심으로 빠르게 진입할 수 있게 되었다. 2007년까지 베를린-앙거뮌데 구간 노선이 개보수되었고, 역 승강장이 개선되었다. 개보수공사가 진행된 구간에는 전자식 신호소가 설치되었고, 베를린 팡코에 설치된 새로운 중앙 관제소에서 제어된다. 2007년부터 2008년까지는 슈체친선 위를 지나는 오데르-하펠 운하의 일부인 에베르스발데 운하교(Kanalbrücke Eberswalde)가 새로운 시설로 대체되었다.
앙거뮌데-슈체친 구간은 과거 상태를 거의 그대로 유지하고 있다. 파소-슈체친 구미엔체 구간은 비전철 단선이 유지되어 있다. 베를린-슈체친 간 직통 열차는 하루에 몇 편 운행하지 않고, 대부분 열차는 중간에 환승해야 한다. 베를린 남북 장거리선으로 디젤 동차가 진입할 수 없기 때문에 슈체친선 전 구간을 운행하는 열차는 게준트브루넨역 종착으로 변경되었다. 2012년까지는 앙거뮌데에서 기관차를 교체하는 유로시티 열차가 운행했으나 이후에 중단되었다.

## 참고 문헌
- Kgl. Pr. Minister d. öffentl. Arbeiten, 편집. (1896). 《Berlin und seine Eisenbahnen. 1846–1896.》. Berlin: Springer.
- Dieter Grusenick, Erich Morlok, Horst Regling (1996). 《Die Berlin-Stettiner Eisenbahn》. Stuttgart: transpress. ISBN 3-344-71046-X.
- Peter Bley (2009). 《Eisenbahnknoten Stettin/Szczecin. 170 Jahre Eisenbahngeschichte an der unteren Oder》. Berlin: VBN Verlag Bernd Neddermeyer. ISBN 978-3-933254-97-9.
- Die Berlin-Stettiner Eisenbahn nebst kurzer Geschichte und Beschreibung von Neustadt-Eberswalde. Oemigke, Berlin 1842